# Municipio de Canaan (condado de Madison)
El municipio de Canaan (en inglés: Canaan Township) es un municipio ubicado en el condado de Madison en el estado estadounidense de Ohio. En el año 2010 tenía una población de 2567 habitantes y una densidad poblacional de 28,42 personas por km².

## Geografía
El municipio de Canaan se encuentra ubicado en las coordenadas 40°3′22″N 83°18′29″O / 40.05611, -83.30806. Según la Oficina del Censo de los Estados Unidos, el municipio tiene una superficie total de 90.33 km², de la cual 90,26 km² corresponden a tierra firme y (0,08 %) 0,08 km² es agua.

## Demografía
Según el censo de 2010, había 2567 personas residiendo en el municipio de Canaan. La densidad de población era de 28,42 hab./km². De los 2567 habitantes, el municipio de Canaan estaba compuesto por el 96,26 % blancos, el 0,23 % eran afroamericanos, el 0,31 % eran amerindios, el 0,27 % eran asiáticos, el 1,68 % eran de otras razas y el 1,25 % eran de una mezcla de razas. Del total de la población el 3,08 % eran hispanos o latinos de cualquier raza.